# Chelghoum Laid
Chelghoum Laid là một đô thị thuộc tỉnh Mila, Algérie. Dân số thời điểm năm 2002 là 66.384 người.